# Andrea Carpano
Andrea Carpano (Trento, 9 marzo 1976) è un ex hockeista su ghiaccio italiano di ruolo portiere.

## Carriera

### Club
Figlio di un dirigente della Sportiva Hockey Club Fassa, Luigi Carpano, crebbe nelle giovanili della squadra di Canazei, che lo mise in prima squadra a partire dalla stagione 1992-1993, sebbene senza farlo esordire in campionato, ma solo in Alpenliga.
Per le due stagioni successive si trasferì in Nord America, dove giocò nella lega giovanile Ontario Hockey League con i Sault Ste. Marie Greyhounds. Tornato al Fassa, vi rimase per dieci delle successive undici stagioni (solo nel 2000-2001 giocò all'estero, nella seconda serie tedesca con l'EC Bad Nauheim e nella seconda serie finlandese con il KJT TuusKi)
Nella seconda parte della sua carriera al Fassa ebbe crescenti difficoltà a ritagliarsi uno spazio da protagonista, ed al termine della stagione 2005-2006 accettò l'offerta del Pontebba.
Coi friulani rimase per tre stagioni e mezzo, da titolare, vincendo anche il primo trofeo della società, la Coppa Italia 2007-2008, e guadagnandosi il soprannome di Capitan Friuli. Un infortunio nel dicembre del 2009 lo mise fuori causa (fu sostituito prima dal backup Massimo Camin, poi dal neo-acquisto Andrej Hočevar); nel successivo mese di gennaio, la società lo liberò, e Carpano si accasò all'Val Pusteria come secondo portiere.
Al termine di quella stessa stagione lasciò i brunicensi per tornare alla sua società di origine, il Fassa, con cui ha terminato la carriera dopo una stagione.

### Nazionale
Ha vestito la maglia delle nazionali giovanili azzurre Under-18 (ai campionati europei Under-18 del 1993 e 1994) ed Under-20 (ai Mondiali Under 20 1994 e 1995).
Ha esordito con la Nazionale maggiore, in un torneo amichevole contro la Germania, nel novembre del 1996. Ha preso parte a sei edizioni del Campionato mondiale di hockey su ghiaccio: 1998, 1999, 2000, 2001, 2002 e 2007.

## Palmarès

### Club
- Coppa Italia: 1

Pontebba: 2007-2008